# Halimedusidae
Halimedusidae is een familie van neteldieren uit de klasse van de Hydrozoa (hydroïdpoliepen).

## Geslachten
- Halimedusa Bigelow, 1916
- Tiaricodon Browne, 1902
- Urashimea Kishinouye, 1910